# Sacro Capello

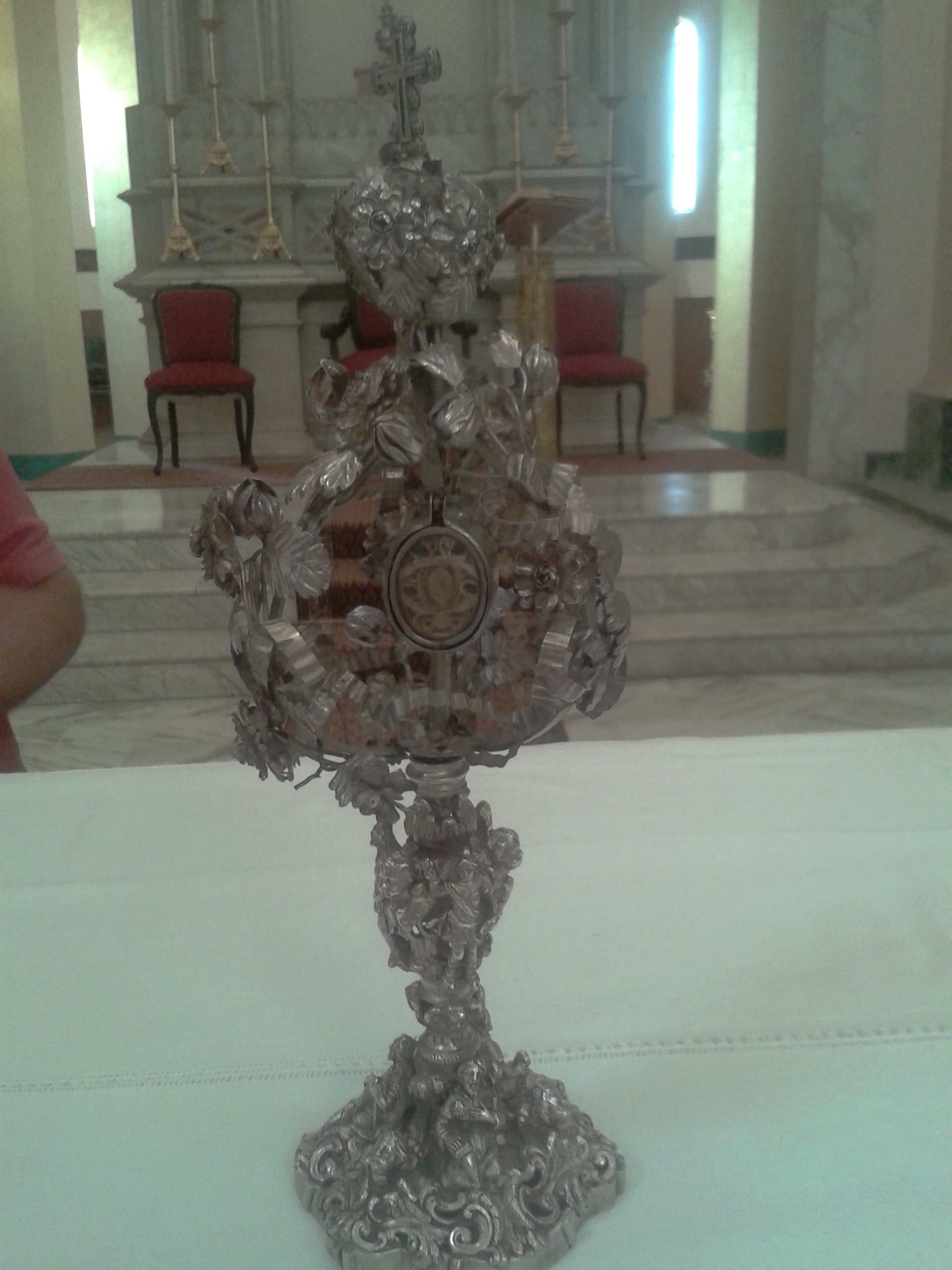
Il reliquiario del Sacro Capello custodito a Palmi.

Il Sacro Capello è una reliquia cattolica, venerata e custodita a Palmi, che la tradizione vuole corrisponda ad un capello della Vergine Maria. La reliquia è collocata in una teca posta nella cappella laterale della Concattedrale di San Nicola. A seguito di tale dono, ricevuto da parte del Senato di Messina nel 1582, Palmi elesse, ad imitazione della città siciliana, Maria Santissima della Sacra Lettera quale patrona della città ed introdusse i festeggiamenti della Varia di Palmi.

## Storia

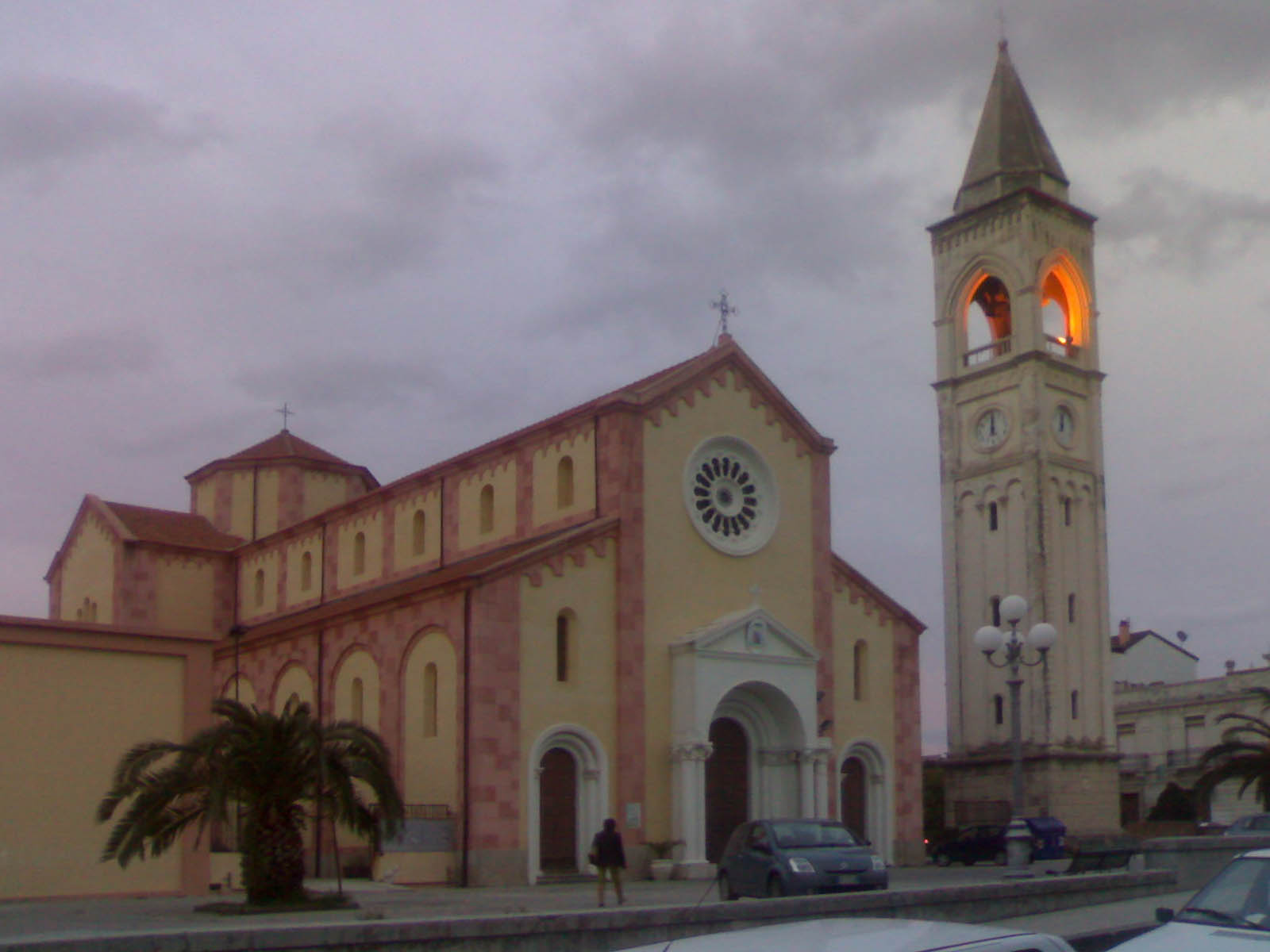
La concattedrale di San Nicola, nella quale è custodita la reliquia del Sacro Capello

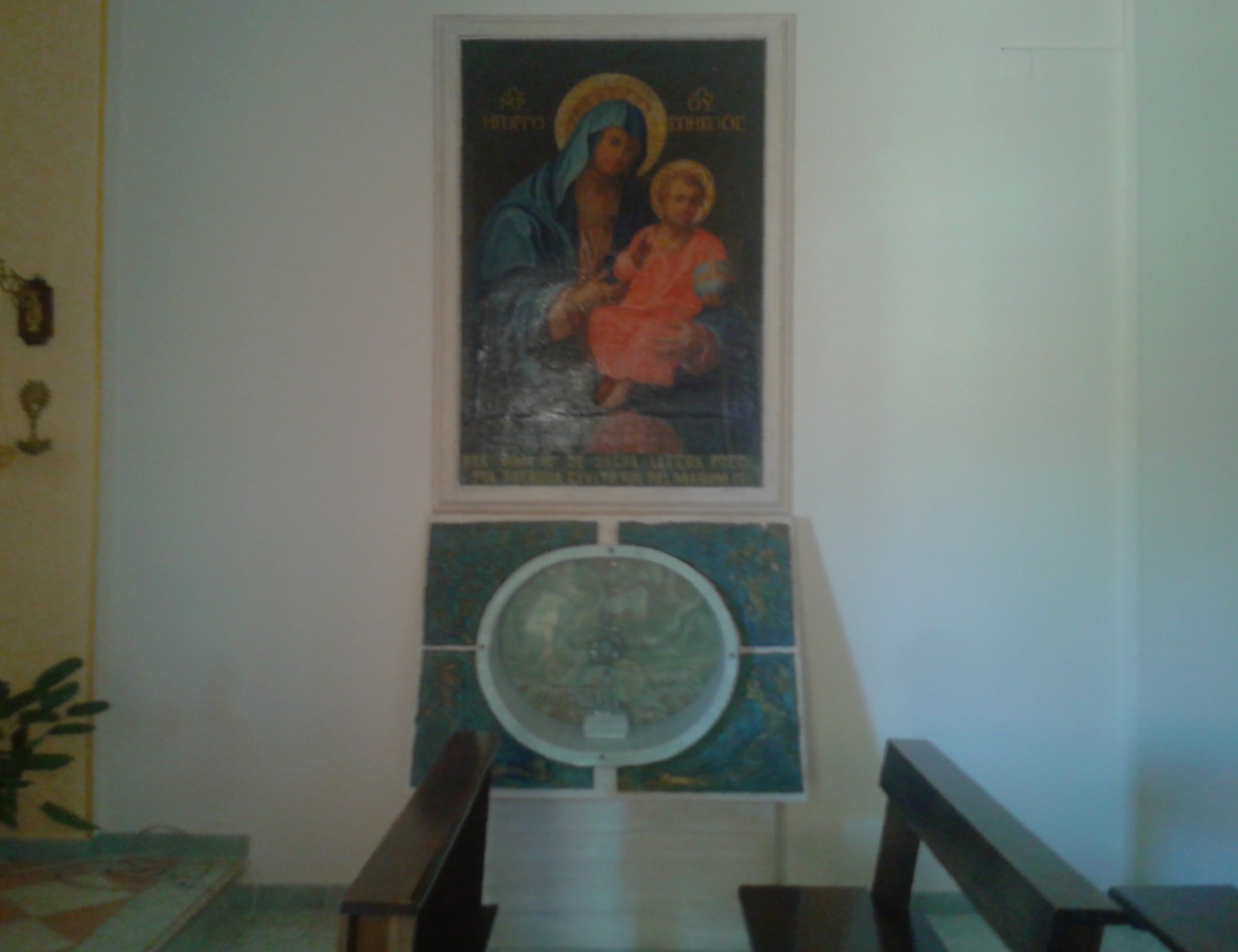
La teca contenente il reliquario con sopra il quadro della Madonna della Lettera.

Nel giugno del 1575 scoppiò a Messina un'epidemia di peste, che durò circa trent'anni procurando la morte di oltre 40 000 persone. Il morbo fu portato da Levante dopo la battaglia di Lepanto ed in breve tempo si propagò anche a Reggio Calabria e nelle altre coste della Calabria, tra cui Palmi (anche se in modo minore). I cittadini di Palmi accolsero quanti fuggirono dalla città peloritana ed inoltre, tramite i suoi marinai, mandarono aiuti quali generi di vitto e olio.
Superata la calamità la città di Messina, in segno di riconoscenza verso la cittadina calabrese, con delibera del Senato cittadino volle donare alle autorità ecclesiali di Palmi uno dei tre capelli della Madonna di cui si fregiava e che vennero portati nella città siciliana nel 42 d.C. unitamente ad una lettera di benedizione e di protezione da parte della madre di Cristo.
Nel 1582, accompagnato durante la traversata da una moltitudine di barche palmesi «vestite a festa», il vascello di Giuseppe Tigano portò, da Messina alla Marina di Palmi, un reliquiario contenente uno dei tre Sacri Capelli.

## Il reliquiario

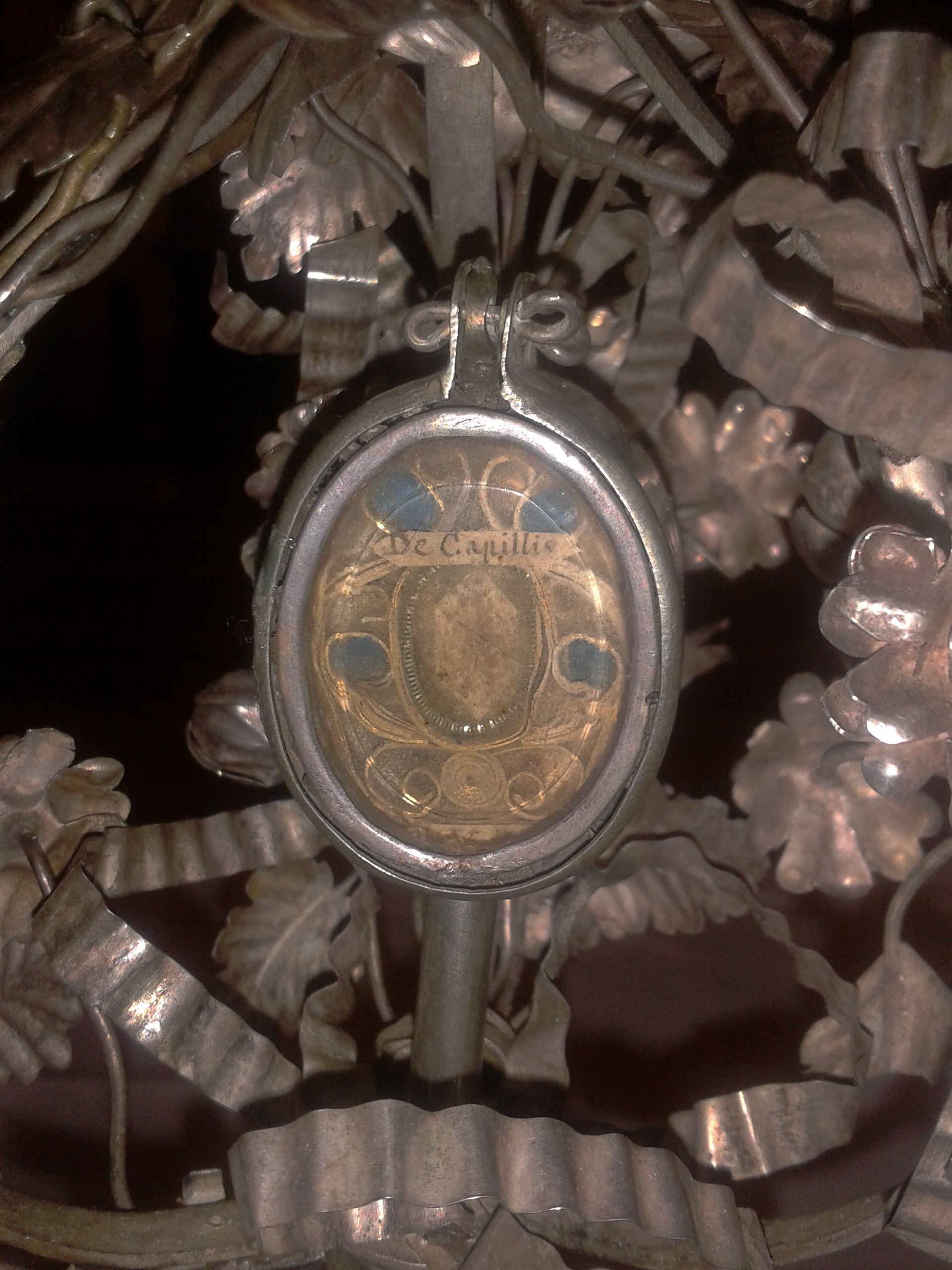
Particolare del reliquario. La piccola teca ovale nella quale è custodito materialmente il Sacro Capello.

Il manufatto, in argento, è composto da due parti. Quella superiore presenta una teca ovale, contenente il capello, attorniata da una trama di decori floreali e da un globo fitomorfo con una piccola croce apicale. La zona inferiore sembrerebbe la porzione di un calice liturgico attribuibile alla scuola dell'argenteria siciliana del XVII-XVIII secolo, e vi sono ornamenti allegorici, che costituiscono il nodo centrale del fusto, rimandando al tema della Risurrezione di Cristo. Difatti sono rappresentati, in alternanza, dei cherubini, il Cristo e l'Assunta. La base risulta cesellata a sbalzo con motivi di volute vegetali, putti e le figure di San Giovanni Battista e San Rocco compatrono della città. Le due parti risultano unite tramite un perno a vite concentrica.

## La teca
La teca in cui è posto il reliquiario del Sacro Capello venne inaugurata il 29 agosto 2009 ed è collocata, come detto, nella cappella laterale della Concattedrale di San Nicola. L'opera è stata realizzata con dei marmi pregiati ,lavorati sapientemente dai marmisti Caccamo Vincenzo e figli (Antonio e Carmelo)di Gioia Tauro. su un progetto dell'architetto Carmelo Bagalà che riprende i motivi e gli stili che richiamano alla marineria. Inoltre la teca è adornata da un bassorilievo dell'artista Maurizio Carnevali. L'opera è stata finanziata e realizzata dall'associazione "Prometeus" di Palmi, grazie alle donazioni della cittadinanza. Sopra la teca è collocato un quadro ottocentesco di Maria Santissima della Lettera.

## La festa del Sacro Capello

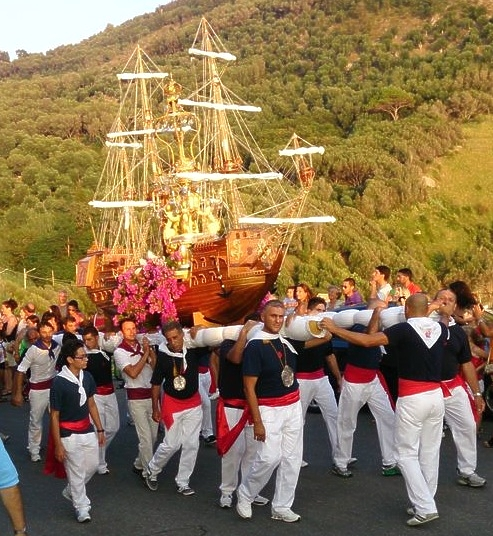
Il vascello nel quale è collocato il "trionfino" con il reliquiario del Sacro Capello.

La festa del Sacro Capello viene celebrata solamente negli anni in cui è svolta la festa della Varia di Palmi, durante la quale il reliquiario viene posizionato in un caratteristico ed argenteo baldacchino chiamato "trionfino" (custodito all'interno della Confraternita di Maria SS.ma del Soccorso da oltre 2 secoli) collocato su un Vascello riprodotto fedelmente all' epoca del 1582 e  viene portata in processione assieme al quadro di Maria Santissima della Sacra Lettera. La festa avviene il giorno antecedente al trasporto del carro della Varia. Il trasporto a spalla in processione del reliquiario  spetta ai marinai appartenenti alla Congrega del Santissimo Sacramento e di Maria Santissima del Soccorso, in funzione di un secolare privilegio della confraternita. Per il trasporto a spalla il reliquiario viene inserito in un baldacchino chiamato "Trionfino", a sua volta collocato in un modello, in scala, di un vascello ligneo costruito ad arte dal maestro palmese Antonio Anastasio e custodito presso la Casa della Cultura. Durante la processione i confratelli marinai portano ('mbuttanu) il vascello a  passo oscillatorio e alquanto saltellante a simboleggiare il mare tempestoso che ci fu nel trasporto del Reliquiario da Messina a Palmi.

## Curiosità
- Nel dialetto palmese un tempo veniva usata la frase «'u jornu d'u Capillu» («il giorno del Sacro Capello»), per indicare qualcosa che non avveniva mai;
- In un articolo di Gian Antonio Stella, pubblicato sul Corriere della Sera il 24 dicembre 2008, l'autore cita «il Sacro Capello della Vergine Maria di Palmi» come esempio di sacralità.[12]